# Elezioni comunali in Sicilia del 2024
Le elezioni comunali in Sicilia del 2024 si tennero l'8 e 9 giugno (con ballottaggio il 23 e 24 giugno), nell'ambito delle elezioni amministrative in Italia del 2024.

## Riepilogo sindaci eletti
| Provincia     | Comune           | Sindaco uscente | Sindaco uscente            | Sindaco eletto | Sindaco eletto               | Primo turno | Primo turno | Secondo turno | Secondo turno | Seggi   |
| Provincia     | Comune           | Sindaco uscente | Sindaco uscente            | Sindaco eletto | Sindaco eletto               | Voti        | %           | Voti          | %             | Seggi   |
| ------------- | ---------------- | --------------- | -------------------------- | -------------- | ---------------------------- | ----------- | ----------- | ------------- | ------------- | ------- |
| Palermo       | Bagheria         |                 | Filippo Maria Tripoli (IV) |                | Filippo Maria Tripoli (IV)   | 19.344      | 71,36       | —             | —             | 19 / 24 |
| Palermo       | Monreale         |                 | Alberto Arcidiacono (Ind.) |                | Alberto Arcidiacono (Ind.)   | 16.119      | 83,83       | —             | —             | 22 / 24 |
| Caltanissetta | Caltanissetta    |                 | Roberto Gambino (M5S)      |                | Walter Tesauro (FI)          | 10.052      | 34,42       | 10.610        | 52,36         | 15 / 24 |
| Caltanissetta | Gela             |                 | Lucio Greco (Ind.)         |                | Terenziano Di Stefano (Ind.) | 10.348      | 29,26       | 13.717        | 61,08         | 15 / 24 |
| Catania       | Aci Castello     |                 | Carmelo Scandurra (Ind.)   |                | Carmelo Scandurra (Ind.)     | 6.246       | 64,27       | —             | —             | 14 / 16 |
| Siracusa      | Pachino          |                 | Giovanni Cocco             |                | Giuseppe Gambuzza (FI)       | 3.508       | 31,39       | 4.285         | 50,06         | 10 / 16 |
| Trapani       | Castelvetrano    |                 | Enzo Alfano (M5S)          |                | Giovanni Lentini (Ind.)      | 6.281       | 40,92       | —             | —             | 11 / 16 |
| Trapani       | Mazara del Vallo |                 | Salvatore Quinci (Ind.)    |                | Salvatore Quinci (Ind.)      | 12.451      | 46,68       | —             | —             | 15 / 24 |

## Città metropolitana di Palermo

### Bagheria
|                                                                           | Filippo Maria Tripoli ✔️ Sindaco | 19 344 | 71,46 | Base Popolare        | 3 708  | 14,33 | 4  |  |  |
| Uniamo                                                                    | Filippo Maria Tripoli ✔️ Sindaco | 19 344 | 71,46 | 3 298                | 12,75  | 4     |    |  |  |
| Bagheria Città Aperta                                                     | Filippo Maria Tripoli ✔️ Sindaco | 19 344 | 71,46 | 3 270                | 12,64  | 4     |    |  |  |
| Si Cambia #Sarà migliore                                                  | Filippo Maria Tripoli ✔️ Sindaco | 19 344 | 71,46 | 2 437                | 9,42   | 3     |    |  |  |
| Bagheria al Centro Liberali e Popolari                                    | Filippo Maria Tripoli ✔️ Sindaco | 19 344 | 71,46 | 2 396                | 9,26   | 2     |    |  |  |
| Bagheria Popolare                                                         | Filippo Maria Tripoli ✔️ Sindaco | 19 344 | 71,46 | 1 740                | 6,73   | 2     |    |  |  |
| Libertà                                                                   | Filippo Maria Tripoli ✔️ Sindaco | 19 344 | 71,46 | 937                  | 3,62   | –     |    |  |  |
|                                                                           | Tommaso Gargano                  | 4 740  | 17,51 | Fratelli d'Italia    | 1 889  | 7,30  | 2  |  |  |
| L'Aquilone                                                                | Tommaso Gargano                  | 4 740  | 17,51 | 1 461                | 5,65   | 1     |    |  |  |
| Forza Italia                                                              | Tommaso Gargano                  | 4 740  | 17,51 | 1 188                | 4,59   | –     |    |  |  |
| Movimento Siciliano d'Azione                                              | Tommaso Gargano                  | 4 740  | 17,51 | 1 026                | 3,97   | –     |    |  |  |
|                                                                           | Giuseppa Provino                 | 1 912  | 7,06  | Democrazia Cristiana | 1 929  | 7,46  | 2  |  |  |
|                                                                           | Rosario Giammanco                | 1 072  | 3,96  | Bagheria Libera      | 589    | 2,28  | –  |  |  |
| Totale                                                                    | Totale                           | 27 068 | 100   |                      | 25 868 | 100   | 24 |  |  |
|                                                                           |                                  |        |       |                      |        |       |    |  |  |
| http://www.elezioni.regione.sicilia.it/primoTurno/PA/ReportSeggiPA28.html |                                  |        |       |                      |        |       |    |  |  |

### Monreale
|                                                                            | Alberto Arcidiacono ✔️ Sindaco | 16 119 | 83,83 | La Nostra Terra                            | 4 694  | 25,15 | 7  |  |  |
| Alberto Arcidiacono Sindaco-Marco Intravaia per Monreale                   | Alberto Arcidiacono ✔️ Sindaco | 16 119 | 83,83 | 4 485                                      | 24,03  | 6     |    |  |  |
| Democrazia Cristiana                                                       | Alberto Arcidiacono ✔️ Sindaco | 16 119 | 83,83 | 4 013                                      | 21,50  | 6     |    |  |  |
| Il Mosaico                                                                 | Alberto Arcidiacono ✔️ Sindaco | 16 119 | 83,83 | 2 315                                      | 12,41  | 3     |    |  |  |
|                                                                            | Raffaele Sanfratello           | 1 409  | 7,33  | Partito Democratico                        | 1 629  | 8,73  | 2  |  |  |
|                                                                            | Filippo Parello                | 888    | 4,62  | Movimento 5 Stelle-Sud chiama Nord-Libertà | 887    | 4,75  | –  |  |  |
|                                                                            | Natale Macaluso                | 813    | 4,23  | Fratelli d'Italia                          | 638    | 3,42  | –  |  |  |
| Totale                                                                     | Totale                         | 19 229 | 100   |                                            | 18 661 | 100   | 24 |  |  |
|                                                                            |                                |        |       |                                            |        |       |    |  |  |
| http://www.elezioni.regione.sicilia.it/primoTurno/PA/ReportSeggiPA211.html |                                |        |       |                                            |        |       |    |  |  |

## Libero consorzio comunale di Caltanissetta

### Caltanissetta
| Candidati                               | Candidati                          | II turno              | II turno              | I turno | I turno | Liste                              | Voti   | %     | Seggi |
| Candidati                               | Candidati                          | Voti                  | %                     | Voti    | %       | Liste                              | Voti   | %     | Seggi |
| --------------------------------------- | ---------------------------------- | --------------------- | --------------------- | ------- | ------- | ---------------------------------- | ------ | ----- | ----- |
|                                         | Walter Calogero Tesauro ✔️ Sindaco | 10 610                | 52,36                 | 10 052  | 34,42   | Forza Italia                       | 2 855  | 11,21 | 5     |
| Fratelli d'Italia                       | Walter Calogero Tesauro ✔️ Sindaco | 10 610                | 52,36                 | 10 052  | 34,42   | 1 969                              | 7,73   | 4     |       |
| Noi Moderati                            | Walter Calogero Tesauro ✔️ Sindaco | 10 610                | 52,36                 | 10 052  | 34,42   | 1 692                              | 6,64   | 3     |       |
| Azzurri per Caltanissetta               | Walter Calogero Tesauro ✔️ Sindaco | 10 610                | 52,36                 | 10 052  | 34,42   | 1 670                              | 6,56   | 3     |       |
| Giovanna Candura-Riprendiamo il Cammino | Walter Calogero Tesauro ✔️ Sindaco | 10 610                | 52,36                 | 10 052  | 34,42   | 1 177                              | 4,62   | –     |       |
| Democrazia Cristiana                    | Walter Calogero Tesauro ✔️ Sindaco | 10 610                | 52,36                 | 10 052  | 34,42   | 949                                | 3,73   | –     |       |
| Lega-Unione di Centro                   | Walter Calogero Tesauro ✔️ Sindaco | 10 610                | 52,36                 | 10 052  | 34,42   | 722                                | 2,83   | –     |       |
|                                         | Annalisa Maria Petitto             | 9 654                 | 47,64                 | 9 000   | 30,81   | Caltanissetta Futura e Democratica | 1 871  | 7,34  | 2     |
| Orgoglio Nisseno                        | Annalisa Maria Petitto             | 9 654                 | 47,64                 | 9 000   | 30,81   | 1 409                              | 5,53   | 1     |       |
| Insieme                                 | Annalisa Maria Petitto             | 9 654                 | 47,64                 | 9 000   | 30,81   | 1 401                              | 5,50   | 1     |       |
| CL Tutta la Vita                        | Annalisa Maria Petitto             | 9 654                 | 47,64                 | 9 000   | 30,81   | 1 374                              | 5,39   | 1     |       |
| Fare Centro con Totò Licata             | Annalisa Maria Petitto             | 9 654                 | 47,64                 | 9 000   | 30,81   | 1 317                              | 5,17   | 1     |       |
| Avanti Caltanissetta                    | Annalisa Maria Petitto             | 9 654                 | 47,64                 | 9 000   | 30,81   | 1 080                              | 4,24   | –     |       |
| Ora                                     | Annalisa Maria Petitto             | 9 654                 | 47,64                 | 9 000   | 30,81   | 474                                | 1,86   | –     |       |
| Seggio di coalizione                    | Seggio di coalizione               | Seggio di coalizione  | 47,64                 | 9 000   | 30,81   | 1                                  |        |       |       |
|                                         | Roberto Gambino                    | Roberto Gambino       | Roberto Gambino       | 8 167   | 27,96   | Sindaco Gambino-Avanti Così        | 1 974  | 7,75  | 1     |
| Movimento 5 Stelle                      | Roberto Gambino                    | Roberto Gambino       | Roberto Gambino       | 8 167   | 27,96   | 1 662                              | 6,52   | 1     |       |
| Sud chiama Nord-Libertà a Caltanissetta | Roberto Gambino                    | Roberto Gambino       | Roberto Gambino       | 8 167   | 27,96   | 653                                | 2,56   | –     |       |
| Seggio di coalizione                    | Seggio di coalizione               | Seggio di coalizione  | Roberto Gambino       | 8 167   | 27,96   | 1                                  |        |       |       |
|                                         | Angelo Failla                      | Angelo Failla         | Angelo Failla         | 1 634   | 5,59    | Nuova Italia (A)                   | 1 014  | 3,98  | –     |
|                                         | Ignazio Antonio Riggi              | Ignazio Antonio Riggi | Ignazio Antonio Riggi | 354     | 1,21    | Forza del Popolo                   | 211    | 0,83  | –     |
| Totale                                  | Totale                             | 20 264                | 100                   | 29 207  | 100     |                                    | 25 474 | 100   | 24    |
|                                         |                                    |                       |                       |         |         |                                    |        |       |       |
| Regione Sicilia: I Turno II Turno Seggi |                                    |                       |                       |         |         |                                    |        |       |       |

1. ↑  Include candidati di Sinistra Italiana

### Gela
| Candidati                                                                     | Candidati                                 | II turno                       | II turno                       | I turno | I turno | Liste                                                  | Voti   | %    | Seggi |
| Candidati                                                                     | Candidati                                 | Voti                           | %                              | Voti    | %       | Liste                                                  | Voti   | %    | Seggi |
| ----------------------------------------------------------------------------- | ----------------------------------------- | ------------------------------ | ------------------------------ | ------- | ------- | ------------------------------------------------------ | ------ | ---- | ----- |
|                                                                               | Giuseppe Terenziano Di Stefano ✔️ Sindaco | 13 717                         | 61,08                          | 10 348  | 31,11   | Partito Democratico                                    | 2 798  | 7,91 | 6     |
| Una Buona Idea                                                                | Giuseppe Terenziano Di Stefano ✔️ Sindaco | 13 717                         | 61,08                          | 10 348  | 31,11   | 2 568                                                  | 7,26   | 5    |       |
| Movimento 5 Stelle                                                            | Giuseppe Terenziano Di Stefano ✔️ Sindaco | 13 717                         | 61,08                          | 10 348  | 31,11   | 1 970                                                  | 5,57   | 4    |       |
| Autonomisti per Gela                                                          | Giuseppe Terenziano Di Stefano ✔️ Sindaco | 13 717                         | 61,08                          | 10 348  | 31,11   | 1 419                                                  | 4,01   | –    |       |
| Maurizio Melfa in Azione con Terenziano di Stefano Sindaco-Ripartiamo da Zero | Giuseppe Terenziano Di Stefano ✔️ Sindaco | 13 717                         | 61,08                          | 10 348  | 31,11   | 831                                                    | 2,35   | –    |       |
| Partito Comunista Italiano                                                    | Giuseppe Terenziano Di Stefano ✔️ Sindaco | 13 717                         | 61,08                          | 10 348  | 31,11   | 255                                                    | 0,72   | –    |       |
| Libertà-Sud chiama Nord                                                       | Giuseppe Terenziano Di Stefano ✔️ Sindaco | 13 717                         | 61,08                          | 10 348  | 31,11   | 66                                                     | 0,19   | –    |       |
|                                                                               | Grazia Rita Cosentino                     | 8 739                          | 38,92                          | 11 625  | 34,95   | Forza Italia                                           | 3 462  | 9,79 | 2     |
| Fratelli d'Italia                                                             | Grazia Rita Cosentino                     | 8 739                          | 38,92                          | 11 625  | 34,95   | 2 400                                                  | 6,79   | 1    |       |
| Lega                                                                          | Grazia Rita Cosentino                     | 8 739                          | 38,92                          | 11 625  | 34,95   | 2 179                                                  | 6,16   | 1    |       |
| Democrazia Cristiana                                                          | Grazia Rita Cosentino                     | 8 739                          | 38,92                          | 11 625  | 34,95   | 2 131                                                  | 6,02   | 1    |       |
| Italia Viva                                                                   | Grazia Rita Cosentino                     | 8 739                          | 38,92                          | 11 625  | 34,95   | 1 722                                                  | 4,87   | –    |       |
| Seggio di coalizione                                                          | Seggio di coalizione                      | Seggio di coalizione           | 38,92                          | 11 625  | 34,95   | 1                                                      |        |      |       |
|                                                                               | Salvatore Scerra                          | Salvatore Scerra               | Salvatore Scerra               | 8 296   | 24,94   | Moderati Rinnova                                       | 2 561  | 7,24 | 1     |
| #Avanti Gela                                                                  | Salvatore Scerra                          | Salvatore Scerra               | Salvatore Scerra               | 8 296   | 24,94   | 2 500                                                  | 7,07   | 1    |       |
| Totò Scerra Sindaco                                                           | Salvatore Scerra                          | Salvatore Scerra               | Salvatore Scerra               | 8 296   | 24,94   | 2 273                                                  | 6,43   | 1    |       |
| Prima Gela-Partito Liberale Italiano                                          | Salvatore Scerra                          | Salvatore Scerra               | Salvatore Scerra               | 8 296   | 24,94   | 822                                                    | 2,32   | –    |       |
|                                                                               | Michele Donato Giulio Donegani            | Michele Donato Giulio Donegani | Michele Donato Giulio Donegani | 2 594   | 7,80    | Per-Progressisti e Rinnovatori-Miguel Donegani Sindaco | 2 087  | 5,90 | –     |
|                                                                               | Filippo Franzone                          | Filippo Franzone               | Filippo Franzone               | 2 507   | 7,54    | Franzone Sindaco                                       | 1 219  | 3,45 | –     |
| Totale                                                                        | Totale                                    | 22 456                         | 100                            | 33 263  | 100     |                                                        | 35 370 | 100  | 24    |
|                                                                               |                                           |                                |                                |         |         |                                                        |        |      |       |
| Fonte: Ministero dell'interno                                                 |                                           |                                |                                |         |         |                                                        |        |      |       |

## Città metropolitiana di Catania

### Aci Castello
|                                                                          | Carmelo Camillo Scandurra ✔️ Sindaco | 6 246 | 64,27 | Fratelli d'Italia                       | 1 695 | 18,40 | 4  |  |  |
| Forza Italia                                                             | Carmelo Camillo Scandurra ✔️ Sindaco | 6 246 | 64,27 | 1 122                                   | 12,18 | 2     |    |  |  |
| Vivi Acicastello                                                         | Carmelo Camillo Scandurra ✔️ Sindaco | 6 246 | 64,27 | 1 118                                   | 12,13 | 2     |    |  |  |
| Insieme per Acicastello                                                  | Carmelo Camillo Scandurra ✔️ Sindaco | 6 246 | 64,27 | 960                                     | 10,42 | 2     |    |  |  |
| Acicastello nel Cuore                                                    | Carmelo Camillo Scandurra ✔️ Sindaco | 6 246 | 64,27 | 840                                     | 9,12  | 2     |    |  |  |
| Il Quadrifoglio                                                          | Carmelo Camillo Scandurra ✔️ Sindaco | 6 246 | 64,27 | 551                                     | 5,98  | 1     |    |  |  |
| Democrazia Cristiana                                                     | Carmelo Camillo Scandurra ✔️ Sindaco | 6 246 | 64,27 | 512                                     | 5,56  | 1     |    |  |  |
|                                                                          | Alberto Angelo Bonaccorso            | 1 741 | 17,91 | Movimento 5 Stelle                      | 626   | 6,79  | 1  |  |  |
| Partito Democratico                                                      | Alberto Angelo Bonaccorso            | 1 741 | 17,91 | 605                                     | 6,57  | 1     |    |  |  |
|                                                                          | Filippo Maria Drago                  | 1 732 | 17,82 | Nuovi Insieme con Filippo Drago Sindaco | 466   | 5,06  | –  |  |  |
| Grande Acicastello                                                       | Filippo Maria Drago                  | 1 732 | 17,82 | 384                                     | 4,17  | –     |    |  |  |
| De Luca Sindaco di Sicilia                                               | Filippo Maria Drago                  | 1 732 | 17,82 | 335                                     | 3,64  | –     |    |  |  |
| Totale                                                                   | Totale                               | 9 719 | 100   |                                         | 9 214 | 100   | 16 |  |  |
|                                                                          |                                      |       |       |                                         |       |       |    |  |  |
| http://www.elezioni.regione.sicilia.it/primoTurno/CT/ReportSeggiCT3.html |                                      |       |       |                                         |       |       |    |  |  |

## Libero consorzio comunale di Siracusa

### Pachino
| Candidati                                                       | Candidati                    | II turno                     | II turno                     | I turno | I turno | Liste                    | Voti   | %     | Seggi |
| Candidati                                                       | Candidati                    | Voti                         | %                            | Voti    | %       | Liste                    | Voti   | %     | Seggi |
| --------------------------------------------------------------- | ---------------------------- | ---------------------------- | ---------------------------- | ------- | ------- | ------------------------ | ------ | ----- | ----- |
|                                                                 | Giuseppe Gambuzza ✔️ Sindaco | 4 285                        | 50,06                        | 3 508   | 31,39   | Forza Italia             | 1 672  | 15,80 | 6     |
| Rinascita di Pachino                                            | Giuseppe Gambuzza ✔️ Sindaco | 4 285                        | 50,06                        | 3 508   | 31,39   | 885                      | 8,36   | 3     |       |
| Libertà a Pachino                                               | Giuseppe Gambuzza ✔️ Sindaco | 4 285                        | 50,06                        | 3 508   | 31,39   | 503                      | 4,75   | –     |       |
| Pachino Sì                                                      | Giuseppe Gambuzza ✔️ Sindaco | 4 285                        | 50,06                        | 3 508   | 31,39   | 83                       | 0,78   | –     |       |
|                                                                 | Rosaria Fronterrè            | 4 275                        | 49,94                        | 4 082   | 36,52   | Pachino Democratica      | 1 011  | 9,55  | 1     |
| Pachino Crede                                                   | Rosaria Fronterrè            | 4 275                        | 49,94                        | 4 082   | 36,52   | 865                      | 8,17   | 1     |       |
| Insieme in Azione per Pachino                                   | Rosaria Fronterrè            | 4 275                        | 49,94                        | 4 082   | 36,52   | 863                      | 8,16   | 1     |       |
| Movimento per l'Autonomia-Noi con la Sicilia                    | Rosaria Fronterrè            | 4 275                        | 49,94                        | 4 082   | 36,52   | 838                      | 7,92   | –     |       |
| Democrazia Cristiana                                            | Rosaria Fronterrè            | 4 275                        | 49,94                        | 4 082   | 36,52   | 545                      | 5,15   | –     |       |
| Seggio di coalizione                                            | Seggio di coalizione         | Seggio di coalizione         | 49,94                        | 4 082   | 36,52   | 1                        |        |       |       |
|                                                                 | Sebastiano Fortunato         | Sebastiano Fortunato         | Sebastiano Fortunato         | 2 692   | 24,09   | Fratelli d'Italia        | 1 096  | 10,36 | 1     |
| Ora Pachino                                                     | Sebastiano Fortunato         | Sebastiano Fortunato         | Sebastiano Fortunato         | 2 692   | 24,09   | 660                      | 6,24   | 1     |       |
| Innovare per Crescere                                           | Sebastiano Fortunato         | Sebastiano Fortunato         | Sebastiano Fortunato         | 2 692   | 24,09   | 646                      | 6,10   | –     |       |
| Lega                                                            | Sebastiano Fortunato         | Sebastiano Fortunato         | Sebastiano Fortunato         | 2 692   | 24,09   | 186                      | 1,76   | –     |       |
|                                                                 | Emiliano Ricupero            | Emiliano Ricupero            | Emiliano Ricupero            | 585     | 5,23    | Pachino con Emiliano (A) | 532    | 5,03  | 1     |
|                                                                 | Giordano Di Raimondo Metallo | Giordano Di Raimondo Metallo | Giordano Di Raimondo Metallo | 310     | 2,77    | Giordano Sindaco         | 197    | 1,86  | –     |
| Totale                                                          | Totale                       | 8 560                        | 100                          | 11 177  | 100     |                          | 10 582 | 100   | 16    |
|                                                                 |                              |                              |                              |         |         |                          |        |       |       |
| http://www.elezioni.regione.sicilia.it/SR/ReportSeggiSR236.html |                              |                              |                              |         |         |                          |        |       |       |

## Libero consorzio comunale di Trapani

### Castelvetrano
|                               | Giovanni Lentini ✔️ Sindaco | 6 281                | 40,92 | Cittadini in Democrazia           | 1 709  | 11,89 | 3  |  |  |
| Castelvetrano Rinasce         | Giovanni Lentini ✔️ Sindaco | 6 281                | 40,92 | 1 520                             | 10,57  | 2     |    |  |  |
| Fratelli d'Italia             | Giovanni Lentini ✔️ Sindaco | 6 281                | 40,92 | 1 234                             | 8,58   | 2     |    |  |  |
| Forza Italia                  | Giovanni Lentini ✔️ Sindaco | 6 281                | 40,92 | 1 103                             | 7,67   | 2     |    |  |  |
| Prima l'Italia                | Giovanni Lentini ✔️ Sindaco | 6 281                | 40,92 | 1 028                             | 7,15   | 1     |    |  |  |
| Castelvetrano Civica          | Giovanni Lentini ✔️ Sindaco | 6 281                | 40,92 | 895                               | 6,23   | 1     |    |  |  |
|                               | Salvatore Stuppia           | 3 431                | 22,35 | Obiettivo Città                   | 1 116  | 7,76  | 1  |  |  |
| Insieme Col Cuore             | Salvatore Stuppia           | 3 431                | 22,35 | 972                               | 6,76   | 1     |    |  |  |
| Castelvetrano Giovani         | Salvatore Stuppia           | 3 431                | 22,35 | 477                               | 3,32   | –     |    |  |  |
| Seggio di coalizione          | Seggio di coalizione        | Seggio di coalizione | 22,35 | 1                                 |        |       |    |  |  |
|                               | Marco Campagna              | 2 523                | 16,44 | Partito Democratico               | 1 142  | 7,94  | 1  |  |  |
| Officina 24                   | Marco Campagna              | 2 523                | 16,44 | 493                               | 3,43   | –     |    |  |  |
|                               | Salvatore Filici            | 1 199                | 7,81  | Libertà-Sud chiama Nord           | 624    | 4,34  | –  |  |  |
| Castelvetrano Semplice        | Salvatore Filici            | 1 199                | 7,81  | 481                               | 3,35   | –     |    |  |  |
|                               | Salvatore Gancitano         | 1 130                | 7,36  | La Svolta                         | 856    | 5,96  | 1  |  |  |
|                               | Enzo Alfano                 | 675                  | 4,40  | Movimento 5 Stelle                | 660    | 4,59  | –  |  |  |
|                               | Maurizio Abate              | 111                  | 0,72  | Aria Nuova Cittadini in Movimento | 64     | 0,45  | –  |  |  |
| Totale                        | Totale                      | 15 350               | 100   |                                   | 14 374 | 100   | 16 |  |  |
|                               |                             |                      |       |                                   |        |       |    |  |  |
| Fonte: Ministero dell'interno |                             |                      |       |                                   |        |       |    |  |  |

### Mazara del Vallo
|                                                                            | Salvatore Quinci ✔️ Sindaco | 12 451               | 46,68 | Salvatore Quinci Sindaco | 2 674  | 10,42 | 4  |  |  |
| Fratelli d'Italia                                                          | Salvatore Quinci ✔️ Sindaco | 12 451               | 46,68 | 2 257                    | 8,80   | 3     |    |  |  |
| Osservatorio Politico                                                      | Salvatore Quinci ✔️ Sindaco | 12 451               | 46,68 | 2 179                    | 8,49   | 3     |    |  |  |
| Partecipazione Politica                                                    | Salvatore Quinci ✔️ Sindaco | 12 451               | 46,68 | 1 941                    | 7,56   | 3     |    |  |  |
| Libertà                                                                    | Salvatore Quinci ✔️ Sindaco | 12 451               | 46,68 | 1 519                    | 5,92   | 2     |    |  |  |
|                                                                            | Vita Maria Ippolito         | 8 345                | 31,28 | Democrazia Cristiana     | 2 996  | 11,67 | 2  |  |  |
| Forza Italia                                                               | Vita Maria Ippolito         | 8 345                | 31,28 | 2 484                    | 9,68   | 1     |    |  |  |
| Popolari e Autonomisti                                                     | Vita Maria Ippolito         | 8 345                | 31,28 | 2 180                    | 8,50   | 1     |    |  |  |
| Più Vita                                                                   | Vita Maria Ippolito         | 8 345                | 31,28 | 1 298                    | 5,06   | 1     |    |  |  |
| Nuova Energia Popolare-Unione di Centro                                    | Vita Maria Ippolito         | 8 345                | 31,28 | 686                      | 2,67   | –     |    |  |  |
| Seggio di coalizione                                                       | Seggio di coalizione        | Seggio di coalizione | 31,28 | 1                        |        |       |    |  |  |
|                                                                            | Nicolò Cristaldi            | 5 879                | 22,04 | Cristaldi Sindaco        | 1 640  | 6,39  | 1  |  |  |
| Futuristi                                                                  | Nicolò Cristaldi            | 5 879                | 22,04 | 1 495                    | 5,83   | 1     |    |  |  |
| Orgoglio e Futuro                                                          | Nicolò Cristaldi            | 5 879                | 22,04 | 1 456                    | 5,67   | 1     |    |  |  |
| Movimento Democratico                                                      | Nicolò Cristaldi            | 5 879                | 22,04 | 857                      | 3,34   | –     |    |  |  |
| Totale                                                                     | Totale                      | 26 675               | 100   |                          | 25 662 | 100   | 24 |  |  |
|                                                                            |                             |                      |       |                          |        |       |    |  |  |
| http://www.elezioni.regione.sicilia.it/primoTurno/TP/ReportSeggiTP187.html |                             |                      |       |                          |        |       |    |  |  |